# ANSWER/北風
「ANSWER/北風」（アンサー/きたかぜ）は、日本の男性シンガーソングライター・槇原敬之の2枚目のシングル。1991年4月25日発売。発売元はWEA MUSIC（後にワーナーミュージック・ジャパンに併合）。

## 解説
「北風」がFM802で猛プッシュされたことを受け前年発売デビュー・アルバム『君が笑うとき君の胸が痛まないように』から2曲リカット。発売日は通常の水曜日ではなく木曜日。
「北風」は1992年に、「北風～君にとどきますように～」としてセルフカバーシングルを発売した。
「ANSWER」は発売当初はノンタイアップであったがTBSテレビ系列「月曜ドラマスペシャル」のオープニングテーマに起用。2005年、日本テレビ系ドラマスペシャル『冬の運動会』主題歌にも起用。発売から20年以上経過後も「僕らの音楽」など音楽番組で演奏されることがある。後にボビー・コールドウェルが英語でカバーしている。

## 収録曲
全曲 作詞・作曲：槇原敬之、編曲：西平彰・槇原敬之
1. ANSWER
2. 北風